# 盧卡斯鎮區 (明尼蘇達州萊昂縣)
盧卡斯鎮區（英語：Lucas Township）是位於美國明尼蘇達州萊昂縣的一個行政鎮區。

## 地方資料
盧卡斯鎮區的面積為91.93平方千米，當中陸地面積為87.27平方千米，而水域面積為4.66平方千米。根據2020年美國人口普查的數據，當地共有人口210人，而人口密度為每平方千米2.28人。